# Asianopis reticulata
Espèce
Synonymes
- Menneus reticulatus Rainbow, 1899

Asianopis reticulata est une espèce d'araignées aranéomorphes de la famille des Deinopidae.

## Distribution
Cette espèce est endémique de Nouvelle-Guinée orientale en Papouasie-Nouvelle-Guinée,. Elle se rencontre vers le Fly.

## Description
La carapace de la femelle holotype mesure 5,9 mm de long sur 4,6 mm et l'abdomen 12 mm de long sur 6,8 mm.

## Systématique et taxinomie
Cette espèce a été décrite sous le protonyme Menneus reticulatus par Rainbow en 1899. Elle est placée dans le genre Deinopis par Lehtinen en 1967 puis dans le genre Asianopis par Chamberland, Agnarsson, Quayle, Ruddy, Starrett et Bond en 2022.

## Publication originale
- Rainbow, 1899 : « Contribution to a knowledge of Papuan Arachnida. » Records of the Australian Museum, vol. 3, p. 108-118 (texte intégral).